# Departamento de Albardón
Departamento de Albardón är en kommun i Argentina.   Den ligger i provinsen San Juan, i den centrala delen av landet, 1 000 km väster om huvudstaden Buenos Aires. Antalet invånare är 20 413.
Omgivningarna runt Departamento de Albardón är i huvudsak ett öppet busklandskap. Runt Departamento de Albardón är det mycket glesbefolkat, med 3 invånare per kvadratkilometer.